# المنتظم و ملتقائط الملتزم فی اخبار الملوک و الامم
المنتظم و ملتقائط الملتزم فی اخبار الملوک و الامم کتابی است که ابن جوزی در قرن ششم ه‍.ق به تألیف آن همت گماشته‌است. در این کتاب شرح وقایع از آغاز آفرینش تا سال ۵۷۲ ه‍.ق می‌باشد. مؤلف، بیش از شرح رویدادهای تاریخی، به دانشمندان و شخصیت‌های دینی معاصر خویش پرداخته‌است. این اثر در باب تاریخ عراق-بغداد در عصر سلجوقیان، اهمیت فراوانی دارد و روابط سلجوقیان با خلافت را به همراه جزئیات شرح می‌دهد. به علت سکونت نویسندهٔ اثر در بغداد و ناظر بودن او بر بسیاری از اتفاقات، مطالب ذکر شده از او، نایاب است.